# Redfield (Kansas)
Redfield es una ciudad ubicada en el condado de Bourbon en el estado estadounidense de Kansas. En el año 2010 tenía una población de 146 habitantes y una densidad poblacional de 365 personas por km².

## Geografía
Redfield se encuentra ubicada en las coordenadas 37°50′11″N 94°52′51″O / 37.83639, -94.88083 (37.836301, -94.880922).

## Demografía
Según la Oficina del Censo en 2000 los ingresos medios por hogar en la localidad eran de $23,333 y los ingresos medios por familia eran $28,750. Los hombres tenían unos ingresos medios de $22,188 frente a los $13,594 para las mujeres. La renta per cápita para la localidad era de $10,351. Alrededor del 36.7% de la población estaban por debajo del umbral de pobreza.